# اريان منوشكين
اريان منوشكين (بالفرنسية: Ariane Mnouchkine)‏ (و. 1939 – م) هي ممثلة، ومخرجة سينمائية، وكاتبة سيناريو، ومترجمة، وكاتبة من فرنسا . ولدت في بولون-بيانكور .

## جوائز وترشيحات
حصلت على جوائز منها:
- جائزة إبسن الدولية [الإنجليزية]‏ (2009)
- ميدالية كاينز  [لغات أخرى]‏.

ترشحت لـ:
- جائزة الأوسكار لأفضل كتابة "سيناريو أصلي"، عن عمل:That Man from Rio.

## روابط خارجية
- اريان منوشكين على موقع IMDb (الإنجليزية)
- اريان منوشكين على موقع الموسوعة البريطانية (الإنجليزية)
- اريان منوشكين على موقع مونزينجر (الألمانية)
- اريان منوشكين على موقع ألو سيني (الفرنسية)
- اريان منوشكين على موقع أول موفي (الإنجليزية)
- اريان منوشكين على موقع قاعدة بيانات برودواي على الإنترنت (الإنجليزية)
- اريان منوشكين على موقع قاعدة بيانات الأفلام السويدية (السويدية)
- اريان منوشكين على موقع قاعدة بيانات الفيلم (الإنجليزية)
- اريان منوشكين على موقع كينوبويسك (الروسية)